# Saint-Yrieix-les-Bois
Saint-Yrieix-les-Bois ist eine Gemeinde im Zentralmassiv in Frankreich. Sie gehört zur Region Nouvelle-Aquitaine, zum Département Creuse, zum Arrondissement Guéret und zum Kanton Ahun.

## Geographie
Sie grenzt im Norden an La Saunière, im Nordosten an Mazeirat, im Osten an Saint-Hilaire-la-Plaine und Ahun, im Süden an Sous-Parsat, im Südwesten an Lépinas und im Westen an Peyrabout.
Das Siedlungsgebiet besteht aus den Dörfern Beaumont, Bois-de-Chaumeix, Bois-Rousseau, Champrénier, La Charse, Chaumeix, Le Chezeau, Chierlat, Chiroux, L’Epeisse, La Faye, Massoux, Pierregrosse, Tigoulet und Villerégnier.

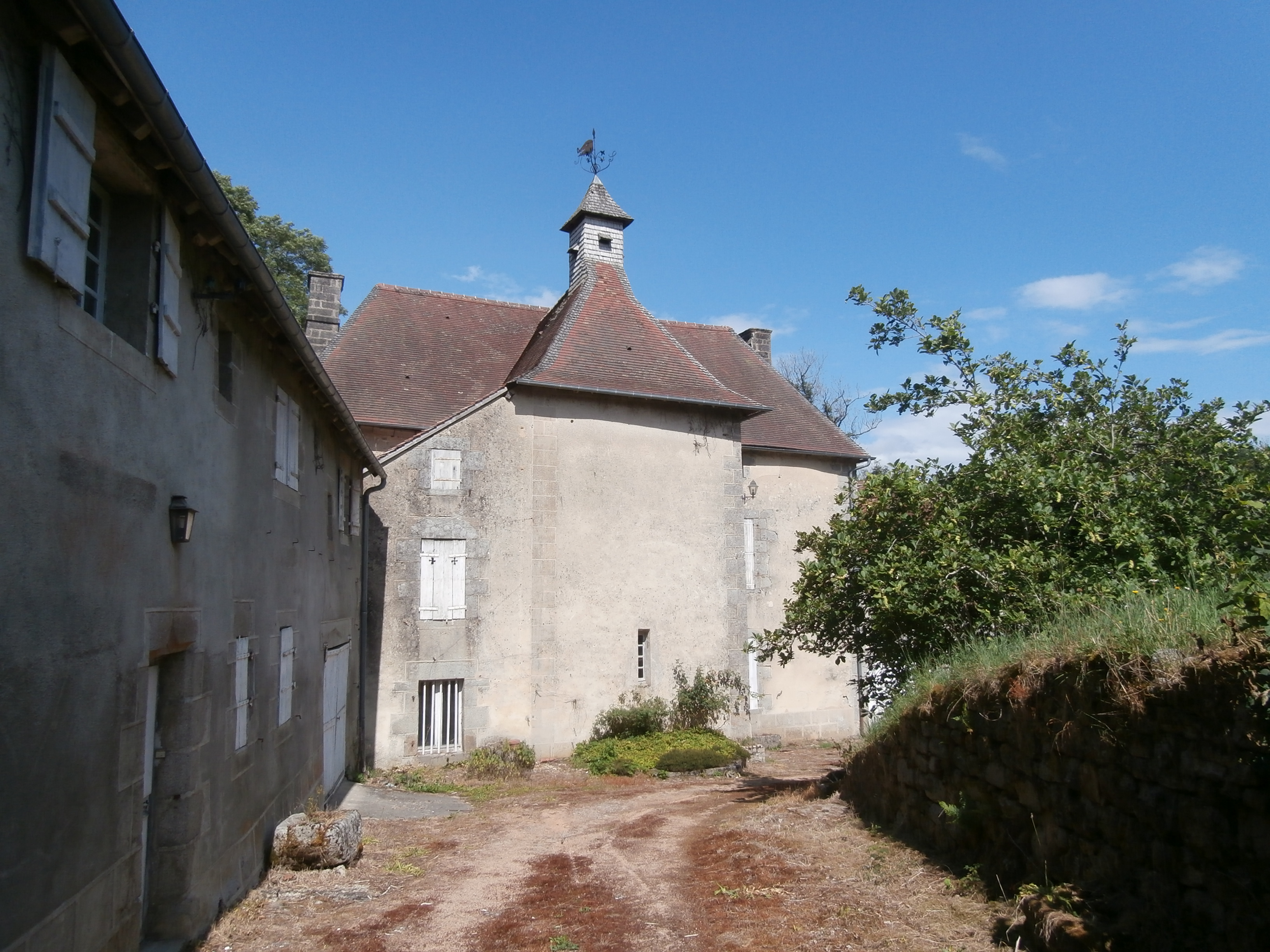
Château de Beaumont
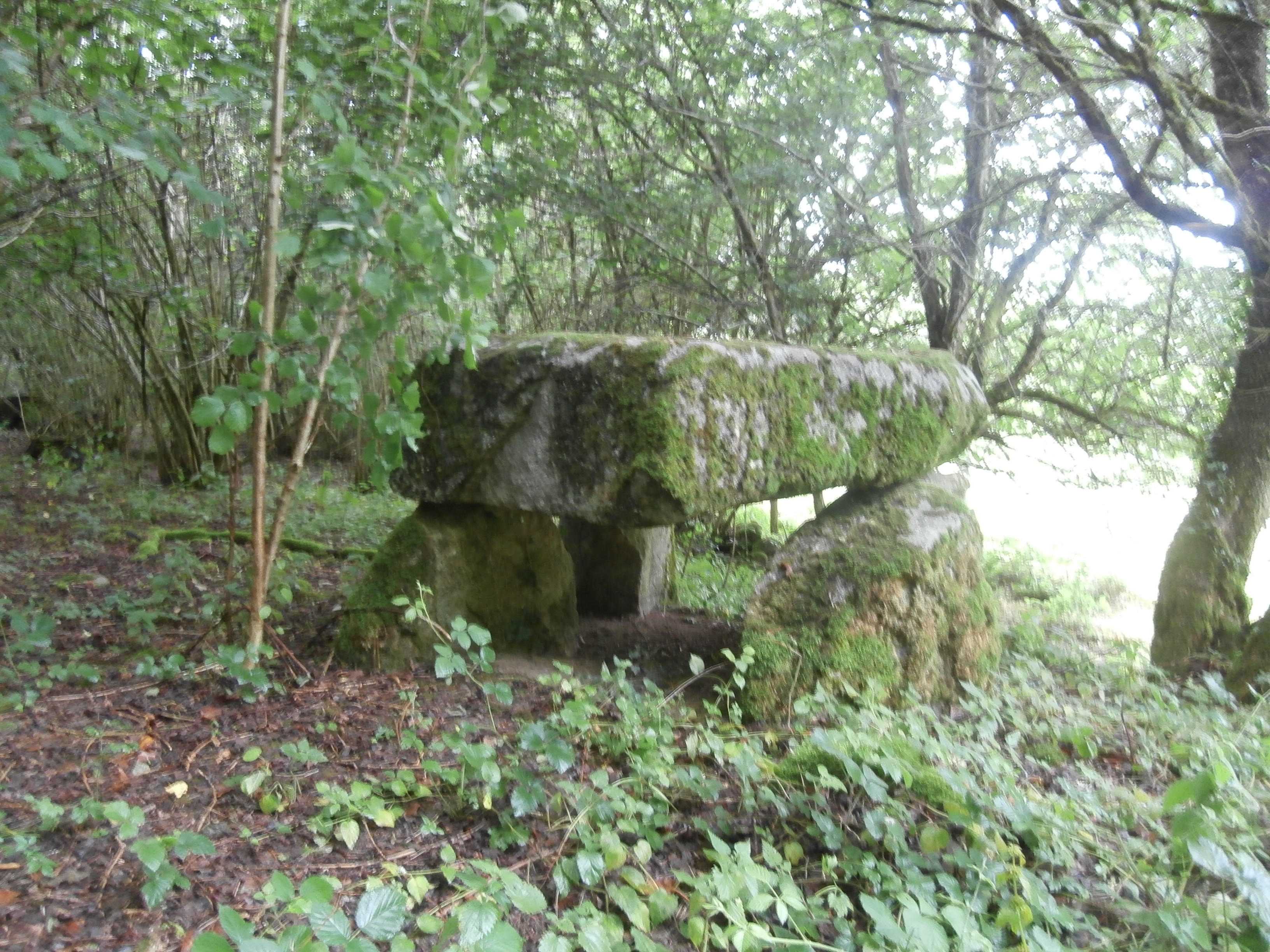
Dolmen du Chezeau
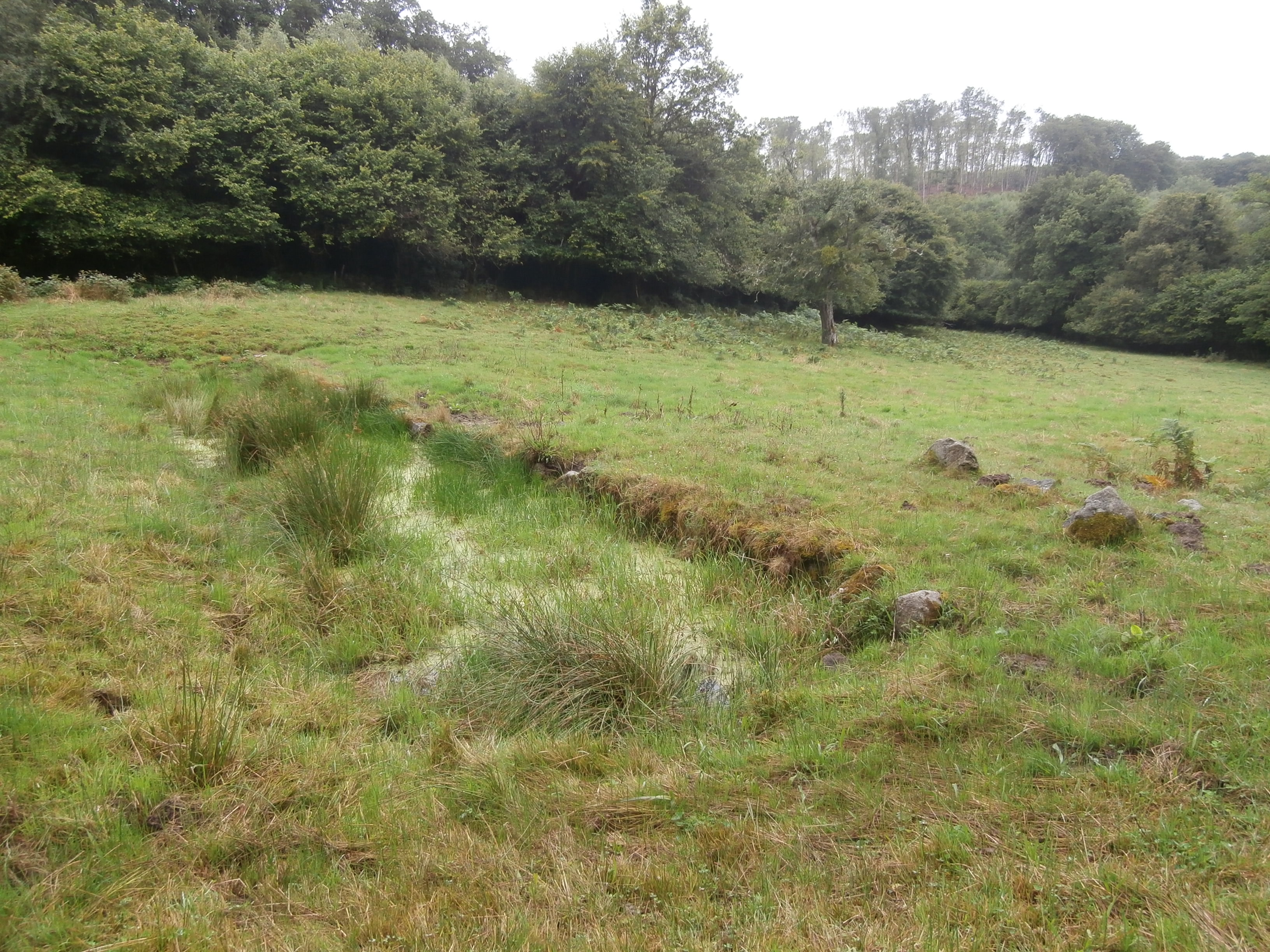
Ruinen der galloromanischen Festung

## Bevölkerungsentwicklung
| Jahr      | 1962 | 1968 | 1975 | 1982 | 1990 | 1999 | 2008 | 2012 |
| --------- | ---- | ---- | ---- | ---- | ---- | ---- | ---- | ---- |
| Einwohner | 438  | 385  | 338  | 307  | 326  | 311  | 324  | 292  |